# Olympische Sommerspiele 1996/Teilnehmer (Senegal)
| Gelbes Symbol für Goldmedaillen mit stilisierten Olympischen Ringen | Graues Symbol für Silbermedaillen mit stilisierten Olympischen Ringen | Braundes Symbol für Bronzemedaillen mit stilisierten Olympischen Ringen |
| ------------------------------------------------------------------- | --------------------------------------------------------------------- | ----------------------------------------------------------------------- |
| —                                                                   | —                                                                     | —                                                                       |

Der Senegal nahm bei den Olympischen Sommerspielen 1996 zum neunten Mal an Olympischen Sommerspielen teil. Die Mannschaft bestand aus elf Sportlern, die alle Männer waren. Sie starteten in acht Wettbewerben in drei Sportarten. Der jüngste Teilnehmer war der Leichtathlet Oumar Loum mit 22 Jahren und 213, der älteste war Hachim N’Diaye mit 32 Jahren und 280 Tagen, der ebenfalls in der Leichtathletik startete. Während der Eröffnungsfeier am 19. Juli 1996 trug Ibou Faye die Flagge des Senegals in das Olympiastadion.

## Teilnehmer
| Name                 | Alter | Geschlecht | Sportart       | Resultat(e)                                                                       |
| -------------------- | ----- | ---------- | -------------- | --------------------------------------------------------------------------------- |
| Aboubakry Dia        | 29    | männlich   | Leichtathletik | Platz 4 mit der 400-Meter-Staffel                                                 |
| Tapha Diarra         | 25    | männlich   | Leichtathletik | Platz 4 mit der 400-Meter-Staffel                                                 |
| Félix Diédhiou       | 26    | männlich   | Ringen         | Platz 17 im Leichtgewicht Freistil                                                |
| Alioune Diouf        | 29    | männlich   | Ringen         | Platz 21 im Mittelgewicht Freistil                                                |
| Khalifa Diouf        | 28    | männlich   | Judo           | Platz 21 im Schwergewicht                                                         |
| Ibou Faye            | 26    | männlich   | Leichtathletik | Platz 7 im zweiten Zwischenlauf über 400 Meter, Platz 4 mit der 400-Meter-Staffel |
| Oumar Loum           | 22    | männlich   | Leichtathletik | Platz 8 im zweiten Zwischenlauf über 200 Meter                                    |
| Hamidou M’Baye       | 32    | männlich   | Leichtathletik | Platz 6 im dritten Vorlauf über 400 Meter                                         |
| Hachim N’Diaye       | 32    | männlich   | Leichtathletik | Platz 4 mit der 400-Meter-Staffel                                                 |
| Abdoul Karim Seck    | 29    | männlich   | Judo           | Platz 21 im Halb-Leichtgewicht                                                    |
| Cheikh Tidiane Touré | 26    | männlich   | Leichtathletik | Platz 18 in der Weitsprung-Qualifikation                                          |